# Sotero R. Laurel
Sotero R. Laurel (Tanauan, 22 april 1849 - 1902) was een Filipijns rechter en lid van het Malolos Congres.

## Biografie
Sotero R. Laurel werd geboren op 22 april 1849 in Tanauan in de Filipijnse provincie Batangas. Zijn	ouders waren Mariano Laurel en Gaspara Remoquillo. Laurel volgde onderwijs aan het Colegio de San Juan de Letran en studeerde daarna rechten aan de University of Santo Tomas. Na een onderbreking van zijn studie door de Cavite-muiterij in 1872 voltooide hij zijn studie in 1891. 
Laurel werd door de Spanjaarden benoemd tot vrederechter, maar was ondertussen lid van een ondergrondse verzetsbeweging die een einde wilde maken aan de Spaanse koloniale overheersing. Na de uitbraak van de Filipijnse Revolutie werd hij door de revolutionaire beweging benoemd tot onderminister van binnenlandse zaken. In het tweede deel van de revolutie, toen de strijd van de revolutionaire beweging tegen de nieuwe koloniale machthebbers, de Amerikanen begon, was Laurel een van de leden van het Malolos Congres.
Laurel overleed in 1902 aan dysenterie. Hij was getrouwd met Jacoba Garcia en kreeg met haar vijf kinderen. Zijn zoon Jose Laurel werd later onder meer president van de Tweede Filipijnse Republiek. Diverse van zijn kleinzonen bekleedden ook prominente functies. Jose Laurel jr. werd drie maal gekozen tot voorzitter van het Filipijns Huis van Afgevaardigden, Sotero H. Laurel was onder meer senator en Salvador Laurel was vicepresident van de Filipijnen. Kleinzoon Jose Laurel III was ambassadeur in Japan. 